# 美国宪法第四条
《美国宪法》第四条规定了美国各个州份之间的法律关系以及州与联邦政府之间的互动机制。该条文不仅确保了各州在法律、权利和司法程序方面的基本一致性，也授权国会接纳新州、管理联邦领地，并规定联邦政府对各州的政治体制和安全负有保障责任。第四条是维护联邦制度统一与合作的重要宪法依据。
第一款规定了完全信任与承认原则，要求各州在法律上承认其他州的公共行为、记录以及法院裁决。这一条款的目的在于确保美国各州在处理跨州事务时的法律一致性，防止因州与州之间的法律差异而导致的权利落空或裁判冲突。美国最高法院曾判定，该条款阻止一个州重新审理已经由他州法院作出最终判决的案件，以维护司法裁决的确定性与效力。
第二款涉及三项关键内容。首先是特权与豁免权条款，规定各州不得以歧视方式对待其他州的公民。这项规定确保了美国境内所有公民在跨州流动、居住或从事经济活动时，享有基本权利保障，不因州籍不同而受到不平等待遇。其次是引渡条款，规定当某人在一州被控犯罪而逃往他州时，原州的行政当局可请求逃亡地州将该人引渡归案。自1987年波多黎各诉布兰斯塔德案（Puerto Rico v. Branstad）以来，联邦法院被确认为有权强制执行引渡条款，提升了引渡机制的法律效力。第三项内容是逃奴条款，规定逃至他州的奴隶必须被遣返回原属地。这项条款虽然未被正式废止，但在1865年通过的第十三条修正案废除奴隶制度后已不再具有实际效力。
第三款是新州接纳条款，赋予国会接纳新州加入联邦的权力。但该款也设下限制，即不得在未经相关州议会同意的情况下，将一个或多个州的一部分划出成立新州。这一规定意在保障现有州的领土完整与政治自主性。尽管宪法未明确规定新州必须与原有州享有同等地位，美国最高法院在后续判例中确立了平等地位原则，认为所有新加入联邦的州应享有与原有州相同的主权权利。
第四款赋予国会制定有关联邦领土及其他联邦财产管理法律的权限，称为财产条款。这意味着国会不仅能管理尚未建州的联邦属地，也有权决定如何开发、使用和保护这些地区，包括公共土地、国家公园及军事基地等。通过此项规定，联邦政府得以依法行使对未建州地区的行政与立法职能。
第五款为共和政体保障条款，规定联邦政府必须保证各州维持“共和形式的政府”。虽然宪法并未明确定义何为“共和形式”，但该款表达了美国对各州政治制度最低要求的宪法承诺。联邦政府不能容忍某一州出现君主制、独裁统治或违背代议民主的体制。同时，该款也要求联邦政府在发生外来入侵时保卫各州安全，并在某州政府请求下协助镇压“内部骚乱”。这项条文为联邦出动军力应对自然灾害、内乱或暴力抗议提供了法律依据，也体现了联邦在国家统一与公共安全上的保障义务。

## 第一款：充分信任和尊重
Full Faith and Credit shall be given in each State to the public Acts, Records, and judicial Proceedings of every other State. And the Congress may by general Laws prescribe the Manner in which such Acts, Records and Proceedings shall be proved, and the Effect thereof.
- 译文：每个州对于他州的公共法律、案卷和司法程序，应给予充分信任和尊重。国会得以一般法律规定这类法律、案卷和司法程序如何证明和具有的效力[1][2]。

第一款要求各州“对于他州的公共法律、案卷和司法程序”“给予充分信任和尊重”，并且国会可以通过法律来保证其效力。
联邦最高法院在1813年对“米尔斯诉杜里案”（"Mills v. Duryee"，1t1 U.S. (7 Cranch) 481 (1813)）的判决中裁定，任何一州内法庭的判决结果，其他各州法院也必须给予认可；联邦法院也不能够重审任何州法院中已经裁决的案件。之后，首席大法官约翰·马歇尔进一步补充建议各州法院的司法判决必须被其他州法院视为最终判决而接受。
不过在1839年的麦克艾尔摩尔诉科恩案（38 U.S. (13 Pet.) 312 (1839)）中，南卡罗莱纳州的一个判决由于其申请进入乔治亚州执行的时限已过，因此被拒绝执行。联邦最高法院在这个案子上支持了乔治亚州的意见，指出根据程序法，南卡罗莱纳州应该在法院依法规定的时限内进入乔治亚州执法。

## 第二款：各州的责任

### 第1节：特权和豁免权
The Citizens of each State shall be entitled to all Privileges and Immunities of Citizens in the several States.
- 译文：每个州的公民享有各州公民的一切特权和豁免权[1][2]。

### 第2节：引渡逃犯
A Person charged in any State with Treason, Felony, or other Crime, who shall flee from Justice, and be found in another State, shall on demand of the executive Authority of the State from which he fled, be delivered up, to be removed to the State having Jurisdiction of the Crime.
- 译文：在任何一州被控告犯有叛国罪、重罪或其他罪行的人，逃脱法网而在他州被寻获时，应根据他所逃出之州行政当局的要求将他交出，以便解送到对犯罪行为有管辖权的州[1][2]。

### 第3节：劳役逃犯条款
No Person held to Service or Labour in one State, under the Laws thereof, escaping into another, shall, in Consequence of any Law or Regulation therein, be discharged from such Service or Labour, but shall be delivered up on Claim of the Party to whom such Service or Labour may be due.
- 译文：根据一州法律须在该州服劳役或劳动的人，如逃往他州，不得因他州的法律或规章而免除此种劳役或劳动，而应根据有权得到此劳役或劳动之当事人的要求将他交出[1][2][3]。

## 第三款：新州、联邦领地和财产
New States may be admitted by the Congress into this Union; but no new States shall be formed or erected within the Jurisdiction of any other State; nor any State be formed by the Junction of two or more States, or parts of States, without the Consent of the Legislatures of the States concerned as well as of the Congress.
- 译文：新州得由国会接纳加入本联邦；但不得在任何其他州的管辖范围内组成或建立新州；未经有关州议会和国会的同意，也不得合并两个或两个以上的州或几个州的一部分组成新州[1][2]。

根据第三款，国会可以接受新的州加入联邦。

### 第2节：联邦领地和财产条款
The Congress shall have power to dispose of and make all needful Rules and Regulations respecting the Territory or other Property belonging to the United States; and nothing in this Constitution shall be so construed as to Prejudice any Claims of the United States, or of any particular State.
- 译文：国会对于属于合众国的领土或其他财产，有权处置和制定一切必要的条例和规章。对本宪法条文不得作有损于合众国或任何一州的任何权利的解释[1][2]。

## 第四款：联邦的责任

### 第1节：共和政体
The United States shall guarantee to every State in this Union a Republican Form of Government, [...]
- 译文：合众国保证本联邦各州实行共和政体[1][2]，……

### 第2节：对抗侵略和平定内乱
[...] and [the United States] shall protect each of them [the States] against Invasion; and on Application of the Legislature, or of the Executive (when the Legislature cannot be convened) against domestic Violence.
- 译文：（合众国……）保护每州免遭入侵，并应州议会或州行政长官（在州议会不能召开时）的请求平定内乱[1][2]。

这一节要求合众国保护各州免受入侵，并应各州议会或州行政长官（在州议会不能召开时）的请求平定内乱，这一规定曾于1967年底特律骚乱期间被讨论，但最终并没有使用。

## 延伸阅读
- Adam H. Kurland, The Guarantee Clause as a Basis for Federal Prosecutions of State and Local Officials, 62 S. Cal. L. Rev. 369 (1989).